# Krzykosy (gmina Kłodawa)
Krzykosy – wieś w Polsce położona w województwie wielkopolskim, w powiecie kolskim, w gminie Kłodawa.
Do 1954 roku istniała gmina Krzykosy. 
W latach 1975–1998 miejscowość należała administracyjnie do województwa konińskiego.